# Magyarország a 2015. évi Európa-játékokon
Magyarország az azerbajdzsáni Bakuban megrendezett 2015. évi Európa-játékok egyik részt vevő nemzete volt. Az ország a játékokon 22 sportágban 199 sportolóval képviselte magát, akik összesen 20 érmet szereztek.

## Érmesek
| Érem  | Versenyző                                                        | Sportág       | Versenyszám               |
| ----- | ---------------------------------------------------------------- | ------------- | ------------------------- |
| Arany | Barka Emese                                                      | Birkózás      | Női szabadfogás, 58 kg    |
| Arany | Sastin Marianna                                                  | Birkózás      | Női szabadfogás, 60 kg    |
| Arany | Kammerer Zoltán Szalai Tamás                                     | Kajak-kenu    | Férfi kajak kettes 1000 m |
| Arany | Kammerer Zoltán Kulifai Tamás Pauman Dániel Tóth Dávid           | Kajak-kenu    | Férfi kajak négyes 1000 m |
| Arany | Kozák Danuta                                                     | Kajak-kenu    | Női kajak egyes 500 m     |
| Arany | Kárász Anna Kozák Danuta Szabó Gabriella Vad Ninetta             | Kajak-kenu    | Női kajak négyes 500 m    |
| Arany | Bali Dániel Farkas Balázs Hegyi Dóra Lendvay Dóra Szöllősi Panna | Torna         | Vegyes csoport aerobic    |
| Ezüst | Korpási Bálint                                                   | Birkózás      | Férfi kötöttfogás, 71 kg  |
| Ezüst | Karakas Hedvig                                                   | Cselgáncs     | Női 57 kg                 |
| Ezüst | Bognár Richárd                                                   | Sportlövészet | Férfi dupla trap          |
| Ezüst | Juhász Janka                                                     | Úszás         | Lány 1500 m gyors         |
| Bronz | Csernoviczki Éva                                                 | Cselgáncs     | Női 48 kg                 |
| Bronz | Molnár Péter Tótka Sándor                                        | Kajak-kenu    | Férfi kajak kettes 200 m  |
| Bronz | Vajda Attila                                                     | Kajak-kenu    | Kenu egyes 1000 m         |
| Bronz | Kozák Danuta                                                     | Kajak-kenu    | Női kajak egyes 200 m     |
| Bronz | Csay Renáta                                                      | Kajak-kenu    | Női kajak egyes 5000 m    |
| Bronz | Kárász Anna Vad Ninetta                                          | Kajak-kenu    | Női kajak kettes 500 m    |
| Bronz | Harcsa Zoltán                                                    | Ökölvívás     | Férfi 75 kg               |
| Bronz | Bonecz Boglárka                                                  | Úszás         | Lány 200 m pillangó       |

## További magyar eredmények

### 4. helyezettek
| Név                          | Sportág    | Versenyszám        |
| ---------------------------- | ---------- | ------------------ |
| Vasbányai Henrik Mike Róbert | Kajak-kenu | Kenu kettes 1000 m |
| Kárász Anna Vad Ninetta      | Kajak-kenu | Kajak kettes 200 m |
| Makra Noémi                  | Torna      | Felemás korlát     |
| Bali Dániel Hegyi Dóra       | Torna      | Vegyes páros       |
| Rasovszky Kristóf            | Úszás      | 800 m gyors        |
| Sós Dániel                   | Úszás      | 400 m vegyes       |
| Sós Dániel                   | Úszás      | 200 m vegyes       |

### 5. helyezettek
| Név | Sportág    | Versenyszám        |
| --- | ---------- | ------------------ |
| Lám Bálint | Birkózás   | 130 kg             |
| Veréb István | Birkózás   | 86 kg              |
| Tóth Krisztián | Cselgáncs  | 90 kg              |
| Zámbori Bence Őri Felicián Csoknyai László Vér Gábor Bor Barna | Cselgáncs  | Csapat             |
| Gercsák Szabina | Cselgáncs  | 70 kg              |
| Pupp Réka Karakas Hedvig Szabó Franciska Mészáros Anett Joó Abigél | Cselgáncs  | Csapat             |
| Pauman Dániel | Kajak-kenu | Kajak egyes 5000 m |
| Ungvári István | Ökölvívás  | 49 kg              |
| Varga Miklós | Ökölvívás  | 60 kg              |
| Nagy Bianka | Ökölvívás  | 64 kg              |
| Gonda Ivett | Taekwondo  | 49 kg              |
| Kotsis Edina | Taekwondo  | 57 kg              |
| Lavotha Oszkár | Úszás      | 50 m gyors         |
| Rasovszky Kristóf | Úszás      | 1500 m gyors       |
| Matyasovszky Dalma | Úszás      | 100 m hát          |
| Berta Dániel File Mátyás Hanczvikkel Márk Szényi Péter | Vívás      | Párbajtőr, csapat  |
| Csaba Márton Bence Gémesi Bence Ravasz Etele Singer Martin | Vívás      | Kard, csapat       |
| Bohus Réka Bukocki Barbara Kun Anna Várnai Vivien | Vívás      | Párbajtőr, csapat  |
| Ádám Emília Farkas Tamara Hertzka Orsolya Vanda Hlengiwe Mchunu Kiss Eszter Lara Lekrinszki Gina Petra Magyari Alda Miklós Réka Mucsy Anna Mandula Urvári Lili Rita Tóth Csenge Vályi Vanda Vogt Vivien | Vízilabda  | Női, csapat        |

### 6. helyezettek
| Név                                                         | Sportág | Versenyszám |
| ----------------------------------------------------------- | ------- | ----------- |
| Juhász Janka                                                | Úszás   | 800 m gyors |
| Dobos Dorottya Dalma                                        | Úszás   | 200 m hát   |
| Gólya Fruzsina Lupkovics Dóra Pásztor Flóra Schmél Viktória | Vívás   | Tőr, csapat |

## Asztalitenisz
Férfi
| Versenyző                                 | Versenyszám | Selejtező                                                       | Selejtező                                                 | Selejtező         | Egyenes kieséses szakasz | Egyenes kieséses szakasz | Egyenes kieséses szakasz | Helyezés |
| Versenyző                                 | Versenyszám | 1. forduló                                                      | 2. forduló                                                | 3. forduló        | Negyeddöntő              | Elődöntő                 | Döntő                    | Helyezés |
| Versenyző                                 | Versenyszám | Ellenfél Eredmény                                               | Ellenfél Eredmény                                         | Ellenfél Eredmény | Ellenfél Eredmény        | Ellenfél Eredmény        | Ellenfél Eredmény        | Helyezés |
| ----------------------------------------- | ----------- | --------------------------------------------------------------- | --------------------------------------------------------- | ----------------- | ------------------------ | ------------------------ | ------------------------ | -------- |
| Kosiba Dániel                             | Egyes       | Tomas Konecny (CZE) · 11-7, 12-14, 11-8, 5-11, 11-5, 7-11, 11-6 | Simon Gauzy (FRA) · 8-11, 12-10, 11-6, 5-11, 9-11, 4-11   | kiesett           | kiesett                  | kiesett                  | kiesett                  | 33.      |
| Pattantyús Ádám                           | Egyes       | Mattis Burgis (LAT) · 11-8, 11-9, 11-4, 11-6                    | Paul Drinkhall (GBR) · 11-9, 5-11, 11-9, 9-11, 6-11, 8-11 | kiesett           | kiesett                  | kiesett                  | kiesett                  | 33.      |
| Jakab János Kosiba Dániel Pattantyús Ádám | Csapat      | Oroszország (RUS) · 0-3                                         |                                                           |                   | kiesett                  | kiesett                  | kiesett                  | 9.       |

Női
| Versenyző                                         | Versenyszám | Selejtező                                                       | Selejtező                                    | Selejtező         | Egyenes kieséses szakasz | Egyenes kieséses szakasz | Egyenes kieséses szakasz | Helyezés |
| Versenyző                                         | Versenyszám | 1. forduló                                                      | 2. forduló                                   | 3. forduló        | Negyeddöntő              | Elődöntő                 | Döntő                    | Helyezés |
| Versenyző                                         | Versenyszám | Ellenfél Eredmény                                               | Ellenfél Eredmény                            | Ellenfél Eredmény | Ellenfél Eredmény        | Ellenfél Eredmény        | Ellenfél Eredmény        | Helyezés |
| ------------------------------------------------- | ----------- | --------------------------------------------------------------- | -------------------------------------------- | ----------------- | ------------------------ | ------------------------ | ------------------------ | -------- |
| Madarász Dóra Csilla                              | Egyes       | Leila Oliveira (POR) · 11-6, 11-5, 11-4, 8-11, 9-11, 6-11, 11-7 | Jia Liu (AUT) · 11-7, 6-11, 9-11, 3-11, 5-11 | kiesett           | kiesett                  | kiesett                  | kiesett                  | 33.      |
| Póta Georgina                                     | Egyes       | erőnyerő                                                        | Xia Lian Ni (LUX) · 8-11, 6-11, 9-11, 5-11   | kiesett           | kiesett                  | kiesett                  | kiesett                  | 33.      |
| Madarász Dóra Csilla Pergel Szandra Póta Georgina | Csapat      | Németország (GER) · 0-3                                         |                                              |                   | kiesett                  | kiesett                  | kiesett                  | 9.       |

## Birkózás

### Férfi
Kötöttfogású
| Versenyző       | Versenyszám | Selejtező                     | Nyolcaddöntő                         | Negyeddöntő                       | Elődöntő                      | Vigaszág első kör | Vigaszág elődöntő          | Bronz- mérkőzés        | Döntő                      | Helyezés    |
| Versenyző       | Versenyszám | Ellenfél Eredmény             | Ellenfél Eredmény                    | Ellenfél Eredmény                 | Ellenfél Eredmény             | Ellenfél Eredmény | Ellenfél Eredmény          | Ellenfél Eredmény      | Ellenfél Eredmény          | Helyezés    |
| --------------- | ----------- | ----------------------------- | ------------------------------------ | --------------------------------- | ----------------------------- | ----------------- | -------------------------- | ---------------------- | -------------------------- | ----------- |
| Knipli Csongor  | 59 kg       | Virgil Munteanu (ROU) · 0-1   | kiesett                              | kiesett                           | kiesett                       |                   |                            |                        |                            | helyezetlen |
| Jäger Krisztián | 66 kg       | Benedikt Puffer (AUT) · 10-0  | Denys Demyankov (UKR) · 3-4          | kiesett                           | kiesett                       |                   |                            |                        |                            | helyezetlen |
| Korpási Bálint  | 71 kg       | erőnyerő                      | Zackarias Tallroth (SWE) · 8-0       | Frank Staebler (GER) · 4-3        | Mindia Tsulukidze (GEO) · 7-3 |                   |                            |                        | Rasul Chunayev (AZE) · 2-4 |             |
| Szabó Martin    | 75 kg       | Chingiz Labazanov (RUS) · 0-6 | kiesett                              | kiesett                           | kiesett                       |                   |                            |                        |                            | helyezetlen |
| Kéri Zoltán     | 80 kg       | Florian Neumaier (GER) · 0-1  | kiesett                              | kiesett                           | kiesett                       |                   |                            |                        |                            | helyezetlen |
| Szabó Patrik    | 85 kg       | Marko Kivimaki (FIN) · 3-2    | Aleksandr Kazakevic (LTU) · 0-9      | kiesett                           | kiesett                       |                   |                            |                        |                            | helyezetlen |
| Varga Ádám      | 98 kg       | erőnyerő                      | Igors Kostins (LAT) · 8-0            | Tsimafei Dzeinichenka (BLR) · 1-6 | kiesett                       |                   |                            |                        |                            | helyezetlen |
| Lám Bálint      | 130 kg      |                               | Riza Kayaalp (TUR) · 0-2 (kétvállas) |                                   |                               |                   | Sergey Semenov (RUS) · 4-0 | Heiki Nabi (EST) · 0-1 |                            | 5.          |

Szabadfogású
| Versenyző      | Versenyszám | Selejtező                      | Nyolcaddöntő                     | Negyeddöntő                        | Elődöntő          | Vigaszág első kör | Vigaszág elődöntő                 | Bronz- mérkőzés                | Döntő             | Helyezés    |
| Versenyző      | Versenyszám | Ellenfél Eredmény              | Ellenfél Eredmény                | Ellenfél Eredmény                  | Ellenfél Eredmény | Ellenfél Eredmény | Ellenfél Eredmény                 | Ellenfél Eredmény              | Ellenfél Eredmény | Helyezés    |
| -------------- | ----------- | ------------------------------ | -------------------------------- | ---------------------------------- | ----------------- | ----------------- | --------------------------------- | ------------------------------ | ----------------- | ----------- |
| Molnár József  | 61 kg       |                                | Ivan Guidea (ROU) · 0-10         | kiesett                            | kiesett           |                   |                                   |                                |                   | helyezetlen |
| Lukács Norbert | 65 kg       | Borislav Novachkov (BUL) · 1-4 | kiesett                          | kiesett                            | kiesett           |                   |                                   |                                |                   | helyezetlen |
| Gulyás Zsombor | 70 kg       | erőnyerő                       | Zhan Safian (BLR) · 4-3          | Mogomedmurad Gadzhiev (POL) · 3-10 |                   |                   | Ruslan Dibirgadzhiyev (AZE) · 3-4 | kiesett                        |                   | 7.          |
| Nagy Mihály    | 74 kg       | erőnyerő                       | Jabrayil Hasanov (AZE) · 0-10    | kiesett                            | kiesett           |                   |                                   |                                |                   | helyezetlen |
| Veréb István   | 86 kg       | Marco Riesen (SUI) · 7-2       | Armands Zvirbulis (LAT) · 5-2    | Piotr Ianulov (MDA) · 1-8          |                   |                   | Aliaksandr Hushtyn (BLR) · 5-1    | Sandro Aminashvili (GEO) · 2-3 |                   | 5.          |
| Szmik Attila   | 97 kg       | Georg Seregelyi (GER) · 3-1    | Ibrahim Saidau (BLR) · 0-5       | kiesett                            | kiesett           |                   |                                   |                                |                   | helyezetlen |
| Ligeti Dániel  | 125 kg      | Alexandr Romanov (MDA) · 5-0   | Ioannis Arzoumanidis (GRE) · 7-0 | Soslan Gagloev (SVK) · 4-6         | kiesett           |                   |                                   |                                |                   | helyezetlen |

### Női
Szabadfogású
| Versenyző        | Versenyszám | Selejtező         | Nyolcaddöntő                              | Negyeddöntő                               | Elődöntő                   | Vigaszág első kör | Vigaszág elődöntő                    | Bronz- mérkőzés   | Döntő                          | Helyezés    |
| Versenyző        | Versenyszám | Ellenfél Eredmény | Ellenfél Eredmény                         | Ellenfél Eredmény                         | Ellenfél Eredmény          | Ellenfél Eredmény | Ellenfél Eredmény                    | Ellenfél Eredmény | Ellenfél Eredmény              | Helyezés    |
| ---------------- | ----------- | ----------------- | ----------------------------------------- | ----------------------------------------- | -------------------------- | ----------------- | ------------------------------------ | ----------------- | ------------------------------ | ----------- |
| Dénes Mercédesz  | 53 kg       | erőnyerő          | Pepa Dimitrova (BUL) · 10-0               | Anzhela Dorogan (AZE) · 0-5 (kétvállas)   |                            |                   | Merve Kenger (TUR) · 0-5 (kétvállas) | kiesett           |                                | 7.          |
| Barka Emese      | 58 kg       |                   | Grace Bullen (NOR) · 11-4                 | Valeriia Koblova (RUS) · 5-0 visszalépett | Irina Netreba (AZE) · 5-2  |                   |                                      |                   | Tatyana Lavrenchuk (UKR) · 3-2 |             |
| Sastin Marianna  | 60 kg       |                   | Anca Petrea (ROU) · 14-3                  | Taybe Yusein (BUL) · 4-4                  | Oksana Herhel (UKR) · 13-2 |                   |                                      |                   | Svetlana Lipatova (RUS) · 7-0  |             |
| Sleisz Gabriella | 63 kg       |                   | Adela Hanzlickova (CZE) · 0-5 (kétvállas) | kiesett                                   | kiesett                    |                   |                                      |                   |                                | helyezetlen |
| Wilson Vanessa   | 69 kg       |                   | Fanny Gradin (SWE) · 1-10                 | kiesett                                   | kiesett                    |                   |                                      |                   |                                | helyezetlen |
| Németh Zsanett   | 75 kg       |                   | erőnyerő                                  | Maider De Audicana (ESP) · 3-5            | kiesett                    |                   |                                      |                   |                                | helyezetlen |

## Cselgáncs
Férfi
| Versenyző                                                      | Versenyszám | Selejtező         | 32-es főtábla                             | Nyolcaddöntő                             | Negyeddöntő                             | Elődöntő                             | Vigaszág elődöntő                | Bronz- mérkőzés                        | Döntő             | Helyezés    |
| Versenyző                                                      | Versenyszám | Ellenfél Eredmény | Ellenfél Eredmény                         | Ellenfél Eredmény                        | Ellenfél Eredmény                       | Ellenfél Eredmény                    | Ellenfél Eredmény                | Ellenfél Eredmény                      | Ellenfél Eredmény | Helyezés    |
| -------------------------------------------------------------- | ----------- | ----------------- | ----------------------------------------- | ---------------------------------------- | --------------------------------------- | ------------------------------------ | -------------------------------- | -------------------------------------- | ----------------- | ----------- |
| Őri Felicián                                                   | 66 kg       |                   | Baruch Shmailov (ISR) · 001(2)-100(0)     | kiesett                                  | kiesett                                 | kiesett                              |                                  |                                        |                   | helyezetlen |
| Zámbori Bence                                                  | 66 kg       |                   | Sebastian Seidl (GER) · 000(0)-101(1)     | kiesett                                  | kiesett                                 | kiesett                              |                                  |                                        |                   | helyezetlen |
| Ungvári Miklós                                                 | 73 kg       | erőnyerő          | Georgios Azoidis (GRE) · 101(3)-000(1)    | Pierre Duprat (FRA) · 100(3)-001(0)      | Denis Iartcev (RUS) · 000(3)-000(1)     |                                      | Dex Elmont (NED) · 000(3)-000(2) | kiesett                                |                   | 7.          |
| Csoknyai László                                                | 81 kg       | erőnyerő          | Jaromir Musil (CZE) · 100(1)-000(1)       | Alan Khubetsov (RUS) · 000(1)-100(0)     | kiesett                                 | kiesett                              |                                  |                                        |                   | helyezetlen |
| Krizsán Szabolcs                                               | 81 kg       | erőnyerő          | Vitalii Dudchyk (UKR) · 000(1)-100(2)     | kiesett                                  | kiesett                                 | kiesett                              |                                  |                                        |                   | helyezetlen |
| Tóth Krisztián                                                 | 90 kg       | erőnyerő          | Marcus Nyman (SWE) · 000(2)-000(3)        | Ramin Gurbanov (AZE) · 000(0)-000(1)     | Aleksandar Kukolj (SRB) · 101(1)-000(1) | Kirill Denisov (RUS) · 000(2)-000(1) |                                  | Guillaume Elmont (NED) · 000(3)-000(2) |                   | 5.          |
| Vér Gábor                                                      | 90 kg       | erőnyerő          | Varlam Liparteliani (GEO) · 000(2)-100(1) | kiesett                                  | kiesett                                 | kiesett                              |                                  |                                        |                   | helyezetlen |
| Cirjenics Miklós                                               | 100 kg      |                   | Toma Nikiforov (BEL) · 000(1)-100(2)      | kiesett                                  | kiesett                                 | kiesett                              |                                  |                                        |                   | helyezetlen |
| Bor Barna                                                      | +100 kg     |                   | erőnyerő                                  | Marius Paskevicius (LTU) · 001(1)-010(3) | kiesett                                 | kiesett                              |                                  |                                        |                   | helyezetlen |
| Zámbori Bence Őri Felicián Csoknyai László Vér Gábor Bor Barna | Csapat      |                   |                                           | erőnyerő                                 | Németország · 3-2                       | Grúzia · 0-5                         |                                  | Ukrajna · 2-3                          |                   | 5.          |

Női
| Versenyző                                                          | Versenyszám | Selejtező                             | Nyolcaddöntő                              | Negyeddöntő                           | Elődöntő                           | Vigaszág elődöntő                        | Bronz- mérkőzés                       | Döntő                                | Helyezés    |
| Versenyző                                                          | Versenyszám | Ellenfél Eredmény                     | Ellenfél Eredmény                         | Ellenfél Eredmény                     | Ellenfél Eredmény                  | Ellenfél Eredmény                        | Ellenfél Eredmény                     | Ellenfél Eredmény                    | Helyezés    |
| ------------------------------------------------------------------ | ----------- | ------------------------------------- | ----------------------------------------- | ------------------------------------- | ---------------------------------- | ---------------------------------------- | ------------------------------------- | ------------------------------------ | ----------- |
| Csernoviczki Éva                                                   | 48 kg       | erőnyerő                              | Noa Minsker (ISR) · 100(0)-000(0)         | Irina Dolgova (RUS) · 000(1)-001(1)   |                                    | Dilara Lokmanhekim (TUR) · 100(0)-000(1) | Maryna Cherniak (UKR) · 100(0)-000(1) |                                      |             |
| Pupp Réka                                                          | 48 kg       | erőnyerő                              | Maryna Cherniak (UKR) · 000(1)-001(1)     | kiesett                               | kiesett                            |                                          |                                       |                                      | helyezetlen |
| Maros Barbara                                                      | 52 kg       | Birgit Ente (NED) · 000(2)-011(3)     | kiesett                                   | kiesett                               | kiesett                            |                                          |                                       |                                      | helyezetlen |
| Karakas Hedvig                                                     | 57 kg       | erőnyerő                              | Tina Zeltner (AUT) · 100(0)-000(1)        | Miryam Roper (GER) · 100(1)-000(1)    | Nora Gjakova (KOS) · 000(2)-000(3) |                                          |                                       | Telma Monteiro (POR) · 000(0)-110(0) |             |
| Szabó Franciska                                                    | 63 kg       | Juul Franssen (NED) · 000(2)-000(1)   | kiesett                                   | kiesett                               | kiesett                            |                                          |                                       |                                      | helyezetlen |
| Gercsák Szabina                                                    | 70 kg       | Linda Bolder (ISR) · 011(3)-000(0)    | Maria Bernabeu (ESP) · 000(0)-000(1)      | Kim Polling (NED) · 000(0)-100(0)     |                                    | Sally Conway (GBR) · 100(0)-000(1)       | Bernadette Graf (AUT) · 000(2)-000(1) |                                      | 5.          |
| Mészáros Anett                                                     | 70 kg       | Marie Eve Gahie (FRA) · 100(1)-001(0) | Bernadette Graf (AUT) · 000(2)-001(3)     | kiesett                               | kiesett                            |                                          |                                       |                                      | helyezetlen |
| Joó Abigél                                                         | 78 kg       | erőnyerő                              | Laia Talarn Compano (ESP) · 100(1)-000(1) | Audrey Tcheumeo (FRA) · 000(0)-011(2) |                                    | Natalie Powell (GBR) · 000(4)-100(1)     | kiesett                               |                                      | 7.          |
| Pupp Réka Karakas Hedvig Szabó Franciska Mészáros Anett Joó Abigél | Csapat      |                                       |                                           | Németország · 2-3                     |                                    | Lengyelország · 3-2                      | Szlovénia · 2-3                       |                                      | 5.          |

## Kajak-kenu
Férfi
| Versenyző                                              | Versenyszám         | Előfutam | Előfutam | Előfutam | Elődöntő | Elődöntő | Elődöntő | Döntő   | Döntő     | Döntő    | Helyezés |
| Versenyző                                              | Versenyszám         | Idő      | Hely.    | Össz.    | Idő      | Hely.    | Össz.    | Típus   | Idő       | Helyezés | Helyezés |
| ------------------------------------------------------ | ------------------- | -------- | -------- | -------- | -------- | -------- | -------- | ------- | --------- | -------- | -------- |
| Dudás Miklós                                           | Kajak egyes 200 m   | 35,218   | 2.       | 5.       | 34,568   | 1.       | 1.       | A       | kizárták  | kizárták | kizárták |
| Solti László                                           | Kajak egyes 1000 m  | 3:44,892 | 6.       | 23.      | 3:33,773 | 8.       | 23.      | kiesett | kiesett   | kiesett  | 23.      |
| Pauman Dániel                                          | Kajak egyes 5000 m  |          |          |          |          |          |          | A       | 20:53,776 | 5.       | 5.       |
| Tótka Sándor Molnár Péter                              | Kajak kettes 200 m  | 31,776   | 2.D      | 4.       |          |          |          | A       | 32,513    | 3.       |          |
| Kammerer Zoltán Szalai Tamás                           | Kajak kettes 1000 m | 3:13,793 | 1.D      | 2.       |          |          |          | A       | 3:11,681  | 1.       |          |
| Kammerer Zoltán Tóth Dávid Kulifai Tamás Pauman Dániel | Kajak négyes 1000 m | 2:50,083 | 1.D      | 1.       |          |          |          | A       | 3:07,063  | 1.       |          |
| Hajdu Jonatán                                          | Kenu egyes 200 m    | 39,315   | 1.D      | 3.       |          |          |          | A       | 41,192    | 9.       | 9.       |
| Vajda Attila                                           | Kenu egyes 1000 m   | 3:56,208 | 2.D      | 2.       |          |          |          | A       | 3:51,920  | 3.       |          |
| Vasbányai Henrik Mike Róbert                           | Kenu kettes 1000 m  | 3:38,393 | 1.D      | 2.       |          |          |          | A       | 3:35,231  | 4.       | 4.       |

Női
| Versenyző                                            | Versenyszám        | Előfutam | Előfutam | Előfutam | Elődöntő | Elődöntő | Elődöntő | Döntő | Döntő     | Döntő    | Helyezés |
| Versenyző                                            | Versenyszám        | Idő      | Hely.    | Össz.    | Idő      | Hely.    | Össz.    | Típus | Idő       | Helyezés | Helyezés |
| ---------------------------------------------------- | ------------------ | -------- | -------- | -------- | -------- | -------- | -------- | ----- | --------- | -------- | -------- |
| Kozák Danuta                                         | Kajak egyes 200 m  | 40,629   | 1.D      | 3.       |          |          |          | A     | 41,378    | 3.       |          |
| Kozák Danuta                                         | Kajak egyes 500 m  | 1:50,106 | 1.D      | 1.       |          |          |          | A     | 2:03,569  | 1.       |          |
| Csay Renáta                                          | Kajak egyes 5000 m |          |          |          |          |          |          | A     | 23:05,851 | 3.       |          |
| Kárász Anna Vad Ninetta                              | Kajak kettes 200 m | 37,592   | 3.D      | 4.       |          |          |          | A     | 38,165    | 4.       | 4.       |
| Kárász Anna Vad Ninetta                              | Kajak kettes 500 m | 1:39,893 | 4.       | 6.       | 1:39,021 | 1.       | 1.       | A     | 1:51,174  | 3.       |          |
| Szabó Gabriella Kozák Danuta Kárász Anna Vad Ninetta | Kajak négyes 500 m | 1:33,709 | 1.D      | 1.       |          |          |          | A     | 1:32,417  | 1.       |          |

## Karate

### Férfi
| Versenyző            | Versenyszám | Csoportkör                                                                                     | Csoportkör | Elődöntő          | Döntő             | Helyezés    |
| Versenyző            | Versenyszám | Ellenfél Eredmény                                                                              | Hely.      | Ellenfél Eredmény | Ellenfél Eredmény | Helyezés    |
| -------------------- | ----------- | ---------------------------------------------------------------------------------------------- | ---------- | ----------------- | ----------------- | ----------- |
| Tadissi Yves Martial | 67 kg       | B csoport · Burak Uygur (TUR) · 0-2 · Danil Domdjoni (CRO) · 1-0 · Ricardo Giegler (GER) · 1-2 | 3.         | kiesett           | kiesett           | helyezetlen |

## Kerékpár

### BMX
| Versenyző    | Versenyszám | Időfutam | Időfutam | Negyeddöntő | Negyeddöntő | Elődöntő | Elődöntő | Döntő   | Döntő    | Helyezés    |
| Versenyző    | Versenyszám | Idő      | Helyezés | Pont        | Helyezés    | Pont     | Helyezés | Idő     | Helyezés | Helyezés    |
| ------------ | ----------- | -------- | -------- | ----------- | ----------- | -------- | -------- | ------- | -------- | ----------- |
| Bujáki Bence | Férfi       | 35,944   | 25.      | 20          | 7.          | kiesett  | kiesett  | kiesett | kiesett  | helyezetlen |

### Hegyi-kerékpározás
| Versenyző    | Versenyszám        | Idő             | Helyezés |
| ------------ | ------------------ | --------------- | -------- |
| Juhász Zsolt | Férfi terepverseny | 1:48:56 (+7:52) | 17.      |

### Országúti kerékpározás
Férfi
| Versenyző         | Versenyszám   | Idő              | Helyezés      |
| ----------------- | ------------- | ---------------- | ------------- |
| Dér Zsolt         | Mezőnyverseny | 5:42:25 (+15:00) | 57.           |
| Lovassy Krisztián | Mezőnyverseny | nem ért célba    | nem ért célba |

Női
| Versenyző     | Versenyszám   | Idő             | Helyezés |
| ------------- | ------------- | --------------- | -------- |
| Király Mónika | Mezőnyverseny | 3:25:53 (+5:17) | 26.      |

## Műugrás
Férfi
| Ligart Ábel | 1 méteres műugrás | 368,15 | 20. | kiesett | kiesett | kiesett | kiesett |
| Ligart Ábel | 3 méteres műugrás | 350,80 | 30. | kiesett | kiesett | kiesett | kiesett |

Női
| Veres Kamilla | 1 méteres műugrás | 290,80 | 25. | kiesett | kiesett | kiesett | kiesett |

## Ökölvívás
Férfi
| Versenyző      | Versenyszám | Selejtező                    | Nyolcaddöntő                      | Negyeddöntő                  | Elődöntő                    | Döntő             | Helyezés |
| Versenyző      | Versenyszám | Ellenfél Eredmény            | Ellenfél Eredmény                 | Ellenfél Eredmény            | Ellenfél Eredmény           | Ellenfél Eredmény | Helyezés |
| -------------- | ----------- | ---------------------------- | --------------------------------- | ---------------------------- | --------------------------- | ----------------- | -------- |
| Ungvári István | 49 kg       |                              | erőnyerő                          | Bator Sagaluev (RUS) · 0-3   | kiesett                     | kiesett           | 5.       |
| Csóka Nándor   | 52 kg       | Maciej Jozwik (POL) · 3-0    | Narek Abgaryan (ARM) · 1-2        | kiesett                      | kiesett                     | kiesett           | 9.       |
| Szőrös Márk    | 56 kg       | erőnyerő                     | Omar El-Hag (GER) · 0-3           | kiesett                      | kiesett                     | kiesett           | 9.       |
| Varga Miklós   | 60 kg       | erőnyerő                     | Konstantin Bogomazov (RUS) · 2-0  | Sofiane Oumiha (FRA) · 0-3   | kiesett                     | kiesett           | 5.       |
| Vadász András  | 64 kg       | Adem Avci (TUR) · 0-3        | kiesett                           | kiesett                      | kiesett                     | kiesett           | 17.      |
| Bacskai Balázs | 69 kg       | erőnyerő                     | Souleymane Cissokho (FRA) · 0-3   | kiesett                      | kiesett                     | kiesett           | 9.       |
| Harcsa Zoltán  | 75 kg       | erőnyerő                     | Vladyslav Voitaliuk (UKR) · 3-0   | Kamil Gardzielik (POL) · 3-0 | Xaybula Musalov (AZE) · 1-2 | kiesett           |          |
| Harcsa Norbert | 81 kg       | Nikita Versockis (LAT) · 3-0 | Armend Xhoxhaj (KOS) · 0-3        | kiesett                      | kiesett                     | kiesett           | 9.       |
| Hámori Ádám    | 91 kg       | Erik Tlkanec (SVK) · 3-0     | Abdulkadir Abdullayev (AZE) · 0-3 | kiesett                      | kiesett                     | kiesett           | 9.       |
| Bernáth István | +91 kg      | Petar Belberov (BUL) · 3-0   | Tony Yoka (FRA) · 0-3             | kiesett                      | kiesett                     | kiesett           | 9.       |

Női
| Versenyző      | Versenyszám | Nyolcaddöntő                  | Negyeddöntő                     | Elődöntő          | Döntő             | Helyezés |
| Versenyző      | Versenyszám | Ellenfél Eredmény             | Ellenfél Eredmény               | Ellenfél Eredmény | Ellenfél Eredmény | Helyezés |
| -------------- | ----------- | ----------------------------- | ------------------------------- | ----------------- | ----------------- | -------- |
| Ancsin Katalin | 51 kg       | Nicola Adams (GBR) · 0-3      | kiesett                         | kiesett           | kiesett           | 9.       |
| Csombor Vivien | 60 kg       | Jelena Jelic (SRB) · 0-2      | kiesett                         | kiesett           | kiesett           | 9.       |
| Nagy Bianka    | 64 kg       | erőnyerő                      | Anastasiia Beliakova (RUS) · KO | kiesett           | kiesett           | 5.       |
| Nagy Tímea     | 75 kg       | Anna Laurell Nash (SWE) · 0-3 | kiesett                         | kiesett           | kiesett           | 9.       |

## Sportlövészet
Férfi
| Versenyző      | Versenyszám           | Selejtező | Selejtező | Elődöntő | Elődöntő | Döntő   | Döntő    |
| Versenyző      | Versenyszám           | Pont      | Helyezés  | Pont     | Helyezés | Pont    | Helyezés |
| -------------- | --------------------- | --------- | --------- | -------- | -------- | ------- | -------- |
| Jambrik István | Gyorstüzelő pisztoly  | 562       | 18.       |          |          | kiesett | kiesett  |
| Péni István    | Légpuska              | 625,8     | 9.        |          |          | kiesett | kiesett  |
| Péni István    | Sportpuska, összetett | 1143      | 19.       |          |          | kiesett | kiesett  |
| Sidi Péter     | Sportpuska, összetett | 1149      | 13.       |          |          | kiesett | kiesett  |
| Sidi Péter     | Sportpuska, fekvő     | 615,4     | 11.       |          |          | kiesett | kiesett  |
| Sidi Péter     | Légpuska              | 620,5     | 26.       |          |          | kiesett | kiesett  |
| Hegyi Norbert  | Trap                  | 119       | 16.       | kiesett  | kiesett  | kiesett | kiesett  |
| Szollár András | Trap                  | 120       | 9.        | kiesett  | kiesett  | kiesett | kiesett  |
| Bognár Richárd | Dupla trap            | 142       | 4.        | 30       | 1.       | 26      |          |
| Gerbics Roland | Dupla trap            | 138       | 11.       | kiesett  | kiesett  | kiesett | kiesett  |

Női
| Versenyző           | Versenyszám           | Selejtező | Selejtező | Döntő   | Döntő    |
| Versenyző           | Versenyszám           | Pont      | Helyezés  | Pont    | Helyezés |
| ------------------- | --------------------- | --------- | --------- | ------- | -------- |
| Nemes Adrienn       | Légpisztoly           | 379       | 17.       | kiesett | kiesett  |
| Csonka Zsófia       | Légpisztoly           | 372       | 27.       | kiesett | kiesett  |
| Csonka Zsófia       | Sportpisztoly         | 567       | 23.       | kiesett | kiesett  |
| Tobai-Sike Renáta   | Sportpisztoly         | 576       | 13.       | kiesett | kiesett  |
| Miskolczi Jullianna | Légpuska              | 410,6     | 27.       | kiesett | kiesett  |
| Zwickl-Veres Kata   | Légpuska              | 416,7     | 1.        | 80,4    | 8.       |
| Zwickl-Veres Kata   | Sportpuska, összetett | 575       | 24.       | kiesett | kiesett  |

Vegyes csapat
| Versenyző                     | Versenyszám | Selejtező | Selejtező | Elődöntő | Elődöntő | Elődöntő | Döntő   | Döntő    |
| Versenyző                     | Versenyszám | Pont      | Helyezés  | Pont     | Helyezés | Össz.    | Pont    | Helyezés |
| ----------------------------- | ----------- | --------- | --------- | -------- | -------- | -------- | ------- | -------- |
| Jambrik István Nemes Adrienn  | Légpisztoly | 466       | 15.       | kiesett  | kiesett  | kiesett  | kiesett | kiesett  |
| Péni István Zwickl-Veres Kata | Légpuska    | 518,3     | 6.        | 163,1    | 4.       | 7.       | kiesett | kiesett  |

## Strandlabdarúgás
| Magyar férfi strandlabdarúgócsapat-játékoskeret                                                  | Magyar férfi strandlabdarúgócsapat-játékoskeret                                                      |
| ------------------------------------------------------------------------------------------------ | --- |
| - Ábel Péter - Badalik Szabolcs - Berkes László - Besenyei Ferenc - Fekete Viktor - Ficsor Dávid | - Sebestyén Norbert - Simonyi Gábor - Szacskó László - Szentes-Bíró Tamás - Túrós Viktor - Ughy Márk |

### Eredmények
Csoportkör
B csoport
| Csapat              | J | Gy | D | V | Rg | Kg | Gk | P |
| ------------------- | - | -- | - | - | -- | -- | -- | - |
| Olaszország (ITA)   | 0 | 0  | 0 | 0 | 0  | 0  | 0  | 0 |
| Oroszország (RUS)   | 0 | 0  | 0 | 0 | 0  | 0  | 0  | 0 |
| Magyarország (HUN)  | 0 | 0  | 0 | 0 | 0  | 0  | 0  | 0 |
| Spanyolország (ESP) | 0 | 0  | 0 | 0 | 0  | 0  | 0  | 0 |

| 2015. június 24. 16:00 |

| Magyarország (HUN) | – | Oroszország (RUS) |
| ------------------ | - | ----------------- |
|                    |   |                   |

| Beach Arena, Baku |

| 2015. június 25. 13:00 |

| Spanyolország (ESP) | – | Magyarország (HUN) |
| ------------------- | - | ------------------ |
|                     |   |                    |

| Beach Arena, Baku |

| 2015. június 26. 13:00 |

| Olaszország (ITA) | – | Magyarország (HUN) |
| ----------------- | - | ------------------ |
|                   |   |                    |

| Beach Arena, Baku |

## Szinkronúszás
| Versenyző | Versenyszám     | Technikai gyakorlat / K k selejtező | Technikai gyakorlat / K k selejtező | Selejtező        | Selejtező        | Selejtező  | Selejtező  | Döntő            | Döntő            | Döntő      | Döntő      | Helyezés |
| Versenyző | Versenyszám     | Technikai gyakorlat / K k selejtező | Technikai gyakorlat / K k selejtező | Szabad gyakorlat | Szabad gyakorlat | Összesítés | Összesítés | Szabad gyakorlat | Szabad gyakorlat | Összesítés | Összesítés | Helyezés |
| Versenyző | Versenyszám     | Pont                                | Hely.                               | Pont             | Hely.            | Pont       | Hely.      | Pont             | Hely.            | Pont       | Hely.      | Helyezés |
| --- | --------------- | ----------------------------------- | ----------------------------------- | ---------------- | ---------------- | ---------- | ---------- | ---------------- | ---------------- | ---------- | ---------- | -------- |
| Szabó Veronika | Egyéni          | 70,7000                             | 18.                                 | 51,2182          | 21.              | 121,9182   | 21.        | kiesett          | kiesett          | kiesett    | kiesett    | 21.      |
| Fodor Adél Harcsa Viktória                                                                                               | Páros           | 71,6667                             | 15.*                                | 67,3705          | 16.              | 139,0372   | 16.        | kiesett          | kiesett          | kiesett    | kiesett    | 16.      |
| Dimanopulosz Dorina Fodor Adél Harcsa Viktória Kertai Lili Kézdi Fanni Lukovszky Sarolta Riemer Alexandra Szabó Veronika | Csapat          | 72,0667                             | 13.                                 | 63,0120          | 13.              | 135,0787   | 13.        | kiesett          | kiesett          | kiesett    | kiesett    | 13.      |
| Dimanopulosz Dorina Fodor Adél Harcsa Viktória Kertai Lili Kézdi Fanni Lukovszky Sarolta Riemer Alexandra Szabó Veronika | Kombinációs kűr | 71,9000                             | 14.                                 | kiesett          | kiesett          | kiesett    | kiesett    | kiesett          | kiesett          | kiesett    | kiesett    | 14.      |

* – egy másik párossal azonos eredményt ért el

## Taekwondo
Női
| Versenyző    | Versenyszám | Nyolcaddöntő                     | Negyeddöntő               | Elődöntő                    | Vigaszág elődöntő            | Bronz- mérkőzés              | Döntő             | Helyezés |
| Versenyző    | Versenyszám | Ellenfél Eredmény                | Ellenfél Eredmény         | Ellenfél Eredmény           | Ellenfél Eredmény            | Ellenfél Eredmény            | Ellenfél Eredmény | Helyezés |
| ------------ | ----------- | -------------------------------- | ------------------------- | --------------------------- | ---------------------------- | ---------------------------- | ----------------- | -------- |
| Gonda Ivett  | 49 kg       | Rukiye Yldirim (TUR) · 11-7      | Yasmina Aziez (FRA) · 1-0 | Charlie Maddock (GBR) · 1-4 |                              | Lucija Zaninovic (CRO) · 1-9 |                   | 5.       |
| Kotsis Edina | 57 kg       | Anna-Lena Froemming (GER) · 11-5 | Jade Jones (GBR) · 2-5    |                             | Despina Pilavaki (CYP) · 2-0 | Eva Calvo Gomez (ESP) · 2-15 |                   | 5.       |

## Tollaslabda
| Versenyző                   | Versenyszám  | Csoportkör | Csoportkör | Nyolcaddöntő      | Negyeddöntő       | Elődöntő          | Bronz- mérkőzés   | Döntő             | Helyezés |
| Versenyző                   | Versenyszám  | Ellenfél Eredmény | Hely.      | Ellenfél Eredmény | Ellenfél Eredmény | Ellenfél Eredmény | Ellenfél Eredmény | Ellenfél Eredmény | Helyezés |
| --------------------------- | ------------ | --- | ---------- | ----------------- | ----------------- | ----------------- | ----------------- | ----------------- | -------- |
| Krausz Gergely              | Férfi egyes  | A csoport · Yuhan Tan (BEL) · 15-21, 13-21 · Georgios Charalambidis (GRE) · 21–11, 21–16 · Scott Evans (IRL) · 16-21, 7-21                                                                                                 | 3.         | kiesett           | kiesett           | kiesett           | kiesett           | kiesett           |          |
| Sárosi Laura                | Női egyes    | A csoport · Weronika Grudzina (POL) · 21–15, 15-21, 21–11 · Linda Zetchiri (BUL) · 13-21, 7-21 · Marija Ulitina (UKR) · 9-21, 14-21                                                                                        | 3.         | kiesett           | kiesett           | kiesett           | kiesett           | kiesett           |          |
| Krausz Gergely Sárosi Laura | Vegyes páros | D csoport · Görögország (GRE) · Petros Tentas · Irini Tenta · 21–4, 21–5 · Franciaország (FRA) · Gaetan Mittelheisser · Audrey Fontaine · 19-21, 10-21 · Németország (GER) · Raphael Beck · Kira Kattenbeck · 10-21, 15-21 | 3.         |                   | kiesett           | kiesett           | kiesett           | kiesett           |          |

## Torna
Férfi
| Versenyző                             | Versenyszám      | Selejtező | Selejtező | Döntő    | Döntő    |
| Versenyző                             | Versenyszám      | Pontszám  | Helyezés  | Pontszám | Helyezés |
| ------------------------------------- | ---------------- | --------- | --------- | -------- | -------- |
| Babos Ádám                            | Talaj            | 13,433    | 55.       | kiesett  | kiesett  |
| Babos Ádám                            | Korlát           | 14,133    | 28.       | kiesett  | kiesett  |
| Babos Ádám                            | Nyújtó           | 13,533    | 45.       | kiesett  | kiesett  |
| Babos Ádám                            | Gyűrű            | 13,700    | 24.       | kiesett  | kiesett  |
| Babos Ádám                            | Lólengés         | 13,800    | 18.       | kiesett  | kiesett  |
| Babos Ádám                            | Egyéni összetett | 80,899    | 33.       | kiesett  | kiesett  |
| Dudás Norbert                         | Talaj            | 12,533    | 71.       | kiesett  | kiesett  |
| Dudás Norbert                         | Korlát           | 14,466    | 18.       | kiesett  | kiesett  |
| Dudás Norbert                         | Nyújtó           | 13,333    | 53.       | kiesett  | kiesett  |
| Dudás Norbert                         | Gyűrű            | 13,366    | 33.       | kiesett  | kiesett  |
| Dudás Norbert                         | Lólengés         | 12,900    | 43.       | kiesett  | kiesett  |
| Dudás Norbert                         | Egyéni összetett | 80,564    | 35.       | kiesett  | kiesett  |
| Szabó Nándor                          | Talaj            | 13,966    | 35.       | kiesett  | kiesett  |
| Szabó Nándor                          | Korlát           | 13,033    | 62.       | kiesett  | kiesett  |
| Szabó Nándor                          | Nyújtó           | 13,533    | 46.       | kiesett  | kiesett  |
| Szabó Nándor                          | Gyűrű            | 13,366    | 32.       | kiesett  | kiesett  |
| Szabó Nándor                          | Lólengés         | 12,433    | 56.*      | kiesett  | kiesett  |
| Szabó Nándor                          | Egyéni összetett | 80,264    | 38.       | kiesett  | kiesett  |
| Babos Ádám Dudás Norbert Szabó Nándor | Csapat összetett |           |           | 164,729  | 13.      |

Női
| Versenyző                                         | Versenyszám      | Selejtező | Selejtező | Döntő    | Döntő    |
| Versenyző                                         | Versenyszám      | Pontszám  | Helyezés  | Pontszám | Helyezés |
| ------------------------------------------------- | ---------------- | --------- | --------- | -------- | -------- |
| Böczögő Dorina Kitti                              | Talaj            | 13,566    | 11.       | kiesett  | kiesett  |
| Böczögő Dorina Kitti                              | Felemás korlát   | 13,366    | 16.       | kiesett  | kiesett  |
| Böczögő Dorina Kitti                              | Gerenda          | 12,766    | 25.       | kiesett  | kiesett  |
| Böczögő Dorina Kitti                              | Egyéni összetett | 53,764    | 11.       | 53,465   | 7.       |
| Divéky Luca Kata                                  | Ugrás            | 13,333    | 13.       | kiesett  | kiesett  |
| Divéky Luca Kata                                  | Felemás korlát   | 11,700    | 37.       | kiesett  | kiesett  |
| Divéky Luca Kata                                  | Gerenda          | 11,333    | 57.       | kiesett  | kiesett  |
| Makra Noémi                                       | Talaj            | 12,400    | 39.       | kiesett  | kiesett  |
| Makra Noémi                                       | Felemás korlát   | 14,466    | 5.        | 12,733   | 4.       |
| Makra Noémi                                       | Gerenda          | 12,466    | 31.       | kiesett  | kiesett  |
| Makra Noémi                                       | Egyéni összetett | 53,398    | 12.       | kiesett  | kiesett  |
| Böczögő Dorina Kitti Divéky Luca Kata Makra Noémi | Csapat összetett |           |           | 107,162  | 9.       |

* - egy másik versenyzővel azonos eredményt ért el

### Aerobic
| Versenyző                                                        | Versenyszám    | Selejtező | Selejtező | Döntő    | Döntő    |
| Versenyző                                                        | Versenyszám    | Pontszám  | Helyezés  | Pontszám | Helyezés |
| ---------------------------------------------------------------- | -------------- | --------- | --------- | -------- | -------- |
| Bali Dániel Hegyi Dóra                                           | Vegyes páros   | 20,200    | 5.        | 20,450   | 4.       |
| Bali Dániel Farkas Balázs Hegyi Dóra Lendvay Dóra Szöllősi Panna | Vegyes csoport | 20,561    | 3.        | 21,144   |          |

### Ritmikus gimnasztika
| Versenyző | Versenyszám      | Döntő  | Döntő  | Döntő  | Döntő | Döntő    | Döntő    | Döntő  | Döntő  | Döntő    | Döntő    | Helyezés |
| Versenyző | Versenyszám      | Karika | Karika | Labda  | Labda | Buzogány | Buzogány | Szalag | Szalag | Összesen | Összesen | Helyezés |
| Versenyző | Versenyszám      | Pont   | Hely.  | Pont   | Hely. | Pont     | Hely.    | Pont   | Hely.  | Pont     | Hely.    | Helyezés |
| --------- | ---------------- | ------ | ------ | ------ | ----- | -------- | -------- | ------ | ------ | -------- | -------- | -------- |
| Vass Dóra | Egyéni összetett | 16,400 | 18.    | 15,300 | 20.   | 16,400   | 15.      | 15,950 | 18.    | 64,050   | 20.      | 20.      |

## Triatlon
| Versenyző       | Versenyszám | 1,5 km úszás | Depózás 1 | 40 km kerékpározás | Depózás 2     | 10 km futás   | Összesítés    | Összesítés    |
| Versenyző       | Versenyszám | Idő          | Idő       | Idő                | Idő           | Idő           | Idő           | Helyezés      |
| --------------- | ----------- | ------------ | --------- | ------------------ | ------------- | ------------- | ------------- | ------------- |
| Bicsák Bence    | Férfi       | 19:53        | 0:41      | 1:01:12            | 0:25          | 35:40         | 1:57:26       | 40.           |
| Faldum Gábor    | Férfi       | 19:32        | 0:42      | 57:41              | 0:24          | 35:38         | 1:53:57       | 32.           |
| Tarnai László   | Férfi       | 20:53        | 0:45      | 1:02:59            | 0:24          | 32:53         | 1:57:54       | 42.           |
| Horváth Zsanett | Női         | 20:39        | 0:49      | 1:06:31            | 0:29          | 42:11         | 2:10:39       | 31.           |
| Mester Dóra     | Női         | 23:19        | 0:53      | 1:00:39            | nem ért célba | nem ért célba | nem ért célba | nem ért célba |

## Úszás
Fiú
| Versenyző                                              | Versenyszám            | Előfutam | Előfutam | Előfutam | Elődöntő     | Elődöntő     | Elődöntő     | Döntő    | Döntő    |
| Versenyző                                              | Versenyszám            | Idő      | Hely.    | Össz.    | Idő          | Hely.        | Össz.        | Idő      | Helyezés |
| ------------------------------------------------------ | ---------------------- | -------- | -------- | -------- | ------------ | ------------ | ------------ | -------- | -------- |
| Lavotha Oszkár                                         | 50 m gyors             | 23,25    | 4.       | 11.      | 22,96        | 4.           | 7.           | 22,89    | 5.       |
| Lavotha Oszkár                                         | 100 m gyors            | 51,89    | 3.       | 35.      | kiesett      | kiesett      | kiesett      | kiesett  | kiesett  |
| Reményi Ármin                                          | 100 m gyors            | 51,47    | 3.       | 25.*     | kiesett      | kiesett      | kiesett      | kiesett  | kiesett  |
| Reményi Ármin                                          | 50 m gyors             | 23,81    | 5.       | 31.      | kiesett      | kiesett      | kiesett      | kiesett  | kiesett  |
| Reményi Ármin                                          | 200 m gyors            | 1:54,55  | 5.       | 32.      | kiesett      | kiesett      | kiesett      | kiesett  | kiesett  |
| Rasovszky Kristóf                                      | 400 m gyors            | 3:57,28  | 2.       | 18.      |              |              |              | kiesett  | kiesett  |
| Rasovszky Kristóf                                      | 800 m gyors            |          |          |          |              |              |              | 8:04,57  | 4.       |
| Rasovszky Kristóf                                      | 1500 m gyors           |          |          |          |              |              |              | 15:28,13 | 5.       |
| Varga Dominik                                          | 100 m hát              | 57,50    | 7.       | 27.      | kiesett      | kiesett      | kiesett      | kiesett  | kiesett  |
| Varga Dominik                                          | 200 m hát              | 2:04,84  | 6.       | 18.      | 2:05,05      | 8.           | 16.          | kiesett  | kiesett  |
| Miksi Richárd                                          | 50 m mell              | 31,10    | 9.       | 41.      | kiesett      | kiesett      | kiesett      | kiesett  | kiesett  |
| Miksi Richárd                                          | 100 m mell             | 1:04,68  | 7.       | 23.      | kiesett      | kiesett      | kiesett      | kiesett  | kiesett  |
| Miksi Richárd                                          | 200 m mell             | 2:19,72  | 7.       | 18.*     | 2:19,96      | 15.          | 7.           | kiesett  | kiesett  |
| Szucsik Bence                                          | 50 m hát               | 26,27    | 5.       | 8.       | visszalépett | visszalépett | visszalépett | kiesett  | kiesett  |
| Szucsik Bence                                          | 100 m hát              | 56,79    | 4.       | 13.      | 56,05        | 6.           | 12.          | kiesett  | kiesett  |
| Szucsik Bence                                          | 200 m hát              | 2:02,27  | 3.       | 8.       | 2:01,31      | 3.           | 6.           | 2:01,62  | 8.       |
| Kutasi Máté                                            | 50 m mell              | 31,38    | 10.      | 43.      | kiesett      | kiesett      | kiesett      | kiesett  | kiesett  |
| Kutasi Máté                                            | 100 m mell             | kizárták | kizárták | kizárták | kiesett      | kiesett      | kiesett      | kiesett  | kiesett  |
| Kutasi Máté                                            | 200 m mell             | 2:19,23  | 4.       | 16.      | 2:17,56      | 5.           | 12.          | kiesett  | kiesett  |
| Kutasi Máté                                            | 400 m vegyes           | 4:31,23  | 2.       | 23.      |              |              |              | kiesett  | kiesett  |
| Sós Dániel                                             | 400 m vegyes           | 4:25,67  | 2.       | 7.       |              |              |              | 4:22,23  | 4.       |
| Sós Dániel                                             | 200 m vegyes           | 2:03,58  | 3.       | 5.       | 2:02,65      | 1.           | 4.           | 2:02,76  | 4.       |
| Sós Dániel                                             | 50 m pillangó          | 25,67    | 2.       | 40.      | kiesett      | kiesett      | kiesett      | kiesett  | kiesett  |
| Tekauer Márk                                           | 50 m pillangó          | 25,92    | 5.       | 48.      | kiesett      | kiesett      | kiesett      | kiesett  | kiesett  |
| Tekauer Márk                                           | 100 m pillangó         | 56,26    | 3.       | 30.      | kiesett      | kiesett      | kiesett      | kiesett  | kiesett  |
| Tekauer Márk                                           | 200 m pillangó         | 2:01,93  | 5.       | 11.      | 2:00,31      | 5.           | 7.           | 2:01,23  | 8.       |
| Szucsik Bence Miksi Richárd Tekauer Márk Reményi Ármin | 4 × 100 m vegyes váltó | 3:50,09  | 7.       | 10.      |              |              |              | kiesett  | kiesett  |

| Versenyző     | Versenyszám | Szétúszás az elődöntőért | Szétúszás az elődöntőért |
| Versenyző     | Versenyszám | Idő                      | Helyezés                 |
| ------------- | ----------- | ------------------------ | ------------------------ |
| Miksi Richárd | 200 m mell  | 2:20,47                  | 1.                       |

Lány
| Versenyző            | Versenyszám    | Előfutam         | Előfutam         | Előfutam         | Elődöntő | Elődöntő | Elődöntő | Döntő    | Döntő    |
| Versenyző            | Versenyszám    | Idő              | Hely.            | Össz.            | Idő      | Hely.    | Össz.    | Idő      | Helyezés |
| -------------------- | -------------- | ---------------- | ---------------- | ---------------- | -------- | -------- | -------- | -------- | -------- |
| Leitner Zsófia       | 50 m gyors     | 27,51            | 3.*              | 40.**            | kiesett  | kiesett  | kiesett  | kiesett  | kiesett  |
| Leitner Zsófia       | 100 m gyors    | 59,80            | 3.               | 49.*             | kiesett  | kiesett  | kiesett  | kiesett  | kiesett  |
| Leitner Zsófia       | 50 m mell      | 34,05            | 9.               | 28.              | kiesett  | kiesett  | kiesett  | kiesett  | kiesett  |
| Leitner Zsófia       | 100 m mell     | 1:12,86          | 6.               | 19.              | kiesett  | kiesett  | kiesett  | kiesett  | kiesett  |
| Leitner Zsófia       | 200 m mell     | 2:39,55          | 9.               | 25.              | kiesett  | kiesett  | kiesett  | kiesett  | kiesett  |
| Leitner Zsófia       | 50 m pillangó  | 29,46            | 5.               | 40.              | kiesett  | kiesett  | kiesett  | kiesett  | kiesett  |
| Bokros Blanka        | 50 m pillangó  | 29,04            | 3.               | 35.              | kiesett  | kiesett  | kiesett  | kiesett  | kiesett  |
| Bokros Blanka        | 100 m pillangó | 1:03,07          | 1.               | 21.              | kiesett  | kiesett  | kiesett  | kiesett  | kiesett  |
| Bokros Blanka        | 200 m pillangó | 2:15,07          | 4.               | 8.               | 2:11,86  | 2.       | 3.       | 2:14,56  | 7.       |
| Bonecz Boglárka      | 200 m pillangó | 2:13,75          | 2.               | 7.               | 2:12,42  | 2.       | 4.       | 2:12,42  |          |
| Bonecz Boglárka      | 100 m pillangó | 1:02,86          | 6.               | 18.              | kiesett  | kiesett  | kiesett  | kiesett  | kiesett  |
| Sztankovics Dóra     | 200 m gyors    | 2:09,19          | 4.               | 44.              | kiesett  | kiesett  | kiesett  | kiesett  | kiesett  |
| Sztankovics Dóra     | 200 m vegyes   | 2:23,41          | 8.               | 19.              | 2:23,42  | 8.       | 15.      | kiesett  | kiesett  |
| Sztankovics Dóra     | 400 m vegyes   | nem állt rajthoz | nem állt rajthoz | nem állt rajthoz |          |          |          | kiesett  | kiesett  |
| Juhász Janka         | 400 m gyors    | 4:29,03          | 10.              | 28.              |          |          |          | kiesett  | kiesett  |
| Juhász Janka         | 800 m gyors    |                  |                  |                  |          |          |          | 8:50,21  | 6.       |
| Juhász Janka         | 1500 m gyors   |                  |                  |                  |          |          |          | 16:40,39 |          |
| Dobos Dorottya Dalma | 50 m hát       | 31,00            | 7.               | 39.              | kiesett  | kiesett  | kiesett  | kiesett  | kiesett  |
| Dobos Dorottya Dalma | 100 m hát      | 1:04,80          | 5.               | 15.              | 1:04,76  | 8.       | 16.      | kiesett  | kiesett  |
| Dobos Dorottya Dalma | 200 m hát      | 2:18,03          | 3.               | 7.               | 2:18,25  | 7.       | 13.      | kiesett  | kiesett  |
| Matyasovszky Dalma   | 200 m hát      | 2:16,73          | 2.               | 6.               | 2:16,65  | 4.       | 8.       | 2:15,12  | 6.       |
| Matyasovszky Dalma   | 100 m hát      | 1:03,91          | 3.*              | 7.*              | 1:03,36  | 5.       | 7.       | 1:03,12  | 5.       |
| Matyasovszky Dalma   | 50 m hát       | 30,99            | 10.              | 38.              | kiesett  | kiesett  | kiesett  | kiesett  | kiesett  |

Vegyes
| Versenyző                                                  | Versenyszám                | Előfutam | Előfutam | Előfutam | Elődöntő | Elődöntő | Elődöntő | Döntő   | Döntő    |
| Versenyző                                                  | Versenyszám                | Idő      | Hely.    | Össz.    | Idő      | Hely.    | Össz.    | Idő     | Helyezés |
| ---------------------------------------------------------- | -------------------------- | -------- | -------- | -------- | -------- | -------- | -------- | ------- | -------- |
| Lavotha Oszkár Juhász Janka Leitner Zsófia Reményi Ármin   | 4×100 m gyorsúszás váltó   | 3:44,25  | 6.       | 12.      |          |          |          | kiesett | kiesett  |
| Varga Dominik Leitner Zsófia Bonecz Boglárka Reményi Ármin | 4×100 m vegyes úszás váltó | 4:04,82  | 4.       | 7.       |          |          |          | 4:04,02 | 7.       |

* - egy másik versenyzővel azonos időt ért el

** - két másik versenyzővel azonos időt ért el

## Vívás
Férfi
| Versenyző                                                  | Versenyszám       | Csoportkör | Csoportkör | 32-es főtábla                        | Nyolcaddöntő               | Negyeddöntő         | Elődöntő          | Döntő                             | Helyezés    |
| Versenyző                                                  | Versenyszám       | Ellenfél Eredmény | Hely.      | Ellenfél Eredmény                    | Ellenfél Eredmény          | Ellenfél Eredmény   | Ellenfél Eredmény | Ellenfél Eredmény                 | Helyezés    |
| ---------------------------------------------------------- | ----------------- | --- | ---------- | ------------------------------------ | -------------------------- | ------------------- | ----------------- | --------------------------------- | ----------- |
| Németh András                                              | Tőr, egyéni       | A csoport · Alexander Choupenitch (CZE) · 1-5 · Klod Yunes (UKR) · 3-5 · Jean-Paul Tony Helissey (FRA) · 4-5 · Alexander Kahl (GER) · 3-5 · Benjamin Peggs (GBR) · 5-1                          | 5.         | kiesett                              | kiesett                    | kiesett             | kiesett           | kiesett                           | helyezetlen |
| Berta Dániel                                               | Párbajtőr, egyéni | B csoport · Ido Herpe (ISR) · 2-3 · Marco Fichera (ITA) · 2-5 · Szergej Hodosz (RUS) · 5-4 · Yannick Borel (FRA) · 5-4 · Najaf Maharramov (AZE) · 5-1 · Bruce Brunold (SUI) · 4-3               | 3.         | Dmitriy Gusev (RUS) · 15-12          | Iván Trevejo (FRA) · 13-15 | kiesett             | kiesett           | kiesett                           | helyezetlen |
| File Mátyás                                                | Párbajtőr, egyéni | C csoport · Gabriele Bino (ITA) · 4-5 · Bogdan Nikishin (UKR) · 5-4 · Vakil Nasibov (AZE) · 5-3 · Michele Niggeler (SUI) · 4-5 · Szergej Bida (RUS) · 5-4 · Iván Trevejo (FRA) · 3-5            | 4.         | Frederik Von Der Osten (DEN) · 14-15 | kiesett                    | kiesett             | kiesett           | kiesett                           | helyezetlen |
| Hanczvikkel Márk                                           | Párbajtőr, egyéni | A csoport · Kanan Aliyev (AZE) · 4-5 · Bas Verwijlen (NED) · 3-5 · Nikolai Novosjolov (EST) · 4-5 · Frederik Von Der Osten (DEN) · 5-3 · Gabriele Cimini (ITA) · 4-5 · Deyan Dobrev (BUL) · 5-2 | 5.         | Ronan Gustin (FRA) · 12-15           | kiesett                    | kiesett             | kiesett           | kiesett                           | helyezetlen |
| Szényi Péter                                               | Párbajtőr, egyéni | D csoport · Ronan Gustin (FRA) · 5-2 · Bartosz Piasecki (NOR) · 3-4 · Florian Staub (SUI) · 5-4 · Radosław Zawrotniak (POL) · 1-5 · José Luis Abajo (ESP) · 3-4 · Dmitriy Gusev (RUS) · 4-5     | 5.         | Gabriele Cimini (ITA) · 10-15        | kiesett                    | kiesett             | kiesett           | kiesett                           | helyezetlen |
| Csaba Márton Bence                                         | Kard, egyéni      | E csoport · Luigi Miracco (ITA) · 2-5 · Aliaksandr Buikevich (BLR) · 1-5 · Alexander Trushakov (RUS) · 3-5 · Maximilian Kindler (GER) · 4-5 · Javanshir Safarov (AZE) · 4-5                     | 6.         | kiesett                              | kiesett                    | kiesett             | kiesett           | kiesett                           | helyezetlen |
| Gémesi Bence                                               | Kard, egyéni      | D csoport · Bjoern Huebner (GER) · 4-5 · Alin Badea (ROU) · 3-5 · Adam Skrodzki (POL) · 5-3 · Abdulla Hasanov (AZE) · 5-2 · Massimiliano Murolo (ITA) · 3-5                                     | 4.         | Alin Badea (ROU) · 9-15              | kiesett                    | kiesett             | kiesett           | kiesett                           | helyezetlen |
| Ravasz Etele                                               | Kard, egyéni      | B csoport · Iulian Teodosiu (ROU) · 1-5 · Robin Schroedter (GER) · 5-3 · Piotr Mateisin (MDA) · 5-0 · Nicolas Rousset (FRA) · 0-5 · Boris Svich (RUS) · 5-4                                     | 4.         | Richard Huebers (GER) · 8-15         | kiesett                    | kiesett             | kiesett           | kiesett                           | helyezetlen |
| Singer Martin                                              | Kard, egyéni      | C csoport · Andriy Yagodka (UKR) · 1-5 · Madalin Bucur (ROU) · 4-5 · Seppe Van Holsbeke (BEL) · 5-4 · Ilya Motorin (RUS) · 2-5 · Giovanni Repetti (ITA) · 2-5                                   | 6.         | kiesett                              | kiesett                    | kiesett             | kiesett           | kiesett                           | helyezetlen |
| Berta Dániel File Mátyás Hanczvikkel Márk Szényi Péter     | Párbajtőr, csapat | |            |                                      |                            | Olaszország · 34-45 |                   | 5. helyért · Azerbajdzsán · 45-37 | 5.          |
| Csaba Márton Bence Gémesi Bence Ravasz Etele Singer Martin | Kard, csapat      | |            |                                      |                            | Románia · 34-45     |                   | 5. helyért · Azerbajdzsán · 45-19 | 5.          |

Női
| Versenyző                                                   | Versenyszám       | Csoportkör | Csoportkör | 32-es főtábla                   | Nyolcaddöntő                      | Negyeddöntő           | Elődöntő          | Döntő                             | Helyezés    |
| Versenyző                                                   | Versenyszám       | Ellenfél Eredmény | Hely.      | Ellenfél Eredmény               | Ellenfél Eredmény                 | Ellenfél Eredmény     | Ellenfél Eredmény | Ellenfél Eredmény                 | Helyezés    |
| ----------------------------------------------------------- | ----------------- | --- | ---------- | ------------------------------- | --------------------------------- | --------------------- | ----------------- | --------------------------------- | ----------- |
| Gólya Fruzsina                                              | Tőr, egyéni       | F csoport · Michala Cellerova (SVK) · 5-2 · Diana Yakovleva (RUS) · 3-4 · Julia Chrzanowska (POL) · 5-1 · Olivia Wohlgemuth (AUT) · 5-1 · Olga A Leleyko (UKR) · 5-2                            | 1.         | erőnyerő                        | Adelina Zagidullina (RUS) · 10-15 | kiesett               | kiesett           | kiesett                           | helyezetlen |
| Lupkovics Dóra                                              | Tőr, egyéni       | E csoport · Anastasia Ivanova (RUS) · 5-1 · Natalia Golebiowska (POL) · 5-2 · Chiara Cini (ITA) · 4-5 · Chloe Jubenot (FRA) · 4-5 · Eva Hampel (GER) · 2-5                                      | 4.         | kiesett                         | kiesett                           | kiesett               | kiesett           | kiesett                           | helyezetlen |
| Pásztor Flóra                                               | Tőr, egyéni       | A csoport · Adelina Zagidullina (RUS) · 3-5 · Anna Szymczak (POL) · 5-2 · Jeromine Mpha Njanga (FRA) · 4-5 · Valentina Cipriani (ITA) · 5-0 · Andrea Bimova (CZE) · 5-3                         | 1.         | Valentina Cipriani (ITA) · 9-15 | kiesett                           | kiesett               | kiesett           | kiesett                           | helyezetlen |
| Schmél Viktória                                             | Tőr, egyéni       | B csoport · Carolin Golubytskyi (GER) · 1-5 · Carolina Erba (ITA) · 3-5 · Aikaterini-Maria Kontochristopoulou (GRE) · 4-5 · Yana Alborova (RUS) · 1-5 · Julia Walczyk (POL) · 1-5               | 6.         | kiesett                         | kiesett                           | kiesett               | kiesett           | kiesett                           | helyezetlen |
| Bohus Réka                                                  | Párbajtőr, egyén  | B csoport · Olga Kochneva (RUS) · 2-5 · Corrinna Lawrence (GBR) · 3-5 · Romana Caran (SRB) · 2-5 · Samira Huseynova (AZE) · 5-1 · Camilla Batini (ITA) · 2-5 · Erika Kirpu (EST) · 5-3          | 6.         | Giulia Rizzi (ITA) · 7-15       | kiesett                           | kiesett               | kiesett           | kiesett                           | helyezetlen |
| Bukócki Bianka                                              | Párbajtőr, egyén  | A csoport · Ana Maria Branza (ROU) · 1-5 · Dagmar Ciparova (SVK) · 5-2 · Elimira Khudaverdiyeva (AZE) · 5-2 · Emma Samuelsson (SWE) · 2-5 · Julia Beljajeva (EST) · 5-4 · Ewa Nelip (POL) · 4-3 | 3.         | Catharina Kock (FIN) · 12-15    | kiesett                           | kiesett               | kiesett           | kiesett                           | helyezetlen |
| Kun Anna                                                    | Párbajtőr, egyén  | E csoport · Yana Zvereva (RUS) · 4-5 · Avital Marinuk (ISR) · 5-2 · Paula Schmidl (AUT) · 5-2 · Simona Gherman (ROU) · 5-4 · Giulia Rizzi (ITA) · 4-5 · Nubar Malikova (AZE) · 5-2              | 2.         | Romana Caran (SRB) · 15-7       | Yana Zvereva (RUS) · 10-15        | kiesett               | kiesett           | kiesett                           | helyezetlen |
| Várnai Vivien                                               | Párbajtőr, egyén  | D csoport · Irina Embrich (EST) · 2-5 · Brenda Briasco (ITA) · 3-5 · Britta Heidemann (GER) · 3-5 · Lis Fautsch (LUX) · 5-4 · Simona Pop (ROU) · 3-5 · Anna Sivkova (RUS) · 0-5                 | 6.*        | kiesett                         | kiesett                           | kiesett               | kiesett           | kiesett                           | helyezetlen |
| Gólya Fruzsina Lupkovics Dóra Pásztor Flóra Schmél Viktória | Tőr, csapat       | |            |                                 |                                   | Franciaország · 33-45 |                   | 5. helyért · Németország · 29-45  | 6.          |
| Bohus Réka Bukocki Barbara Kun Anna Várnai Vivien           | Párbajtőr, csapat | |            |                                 |                                   | Észtország · 36-45    |                   | 5. helyért · Azerbajdzsán · 45-25 | 5.          |

* - egy másik versenyzővel azonos eredményt ért el

## Vízilabda

### Fiú
| Magyar fiú vízilabdacsapat-játékoskeret                                                                                | Magyar fiú vízilabdacsapat-játékoskeret                                                           |
| --- | ------------------------------------------------------------------------------------------------- |
| - Bányai Márk Attila - Burián Gergely - Dévai Kristóf - Fekete Gergő - Kardos Alexander - Korbán Richárd - Kósa Balázs | - Nagy Ádám - Sebestyén Balázs - Sugár Péter - Teleki András - Vadovics Viktor - Zerinváry Loránd |

| Színmagyarázat                                                                                      |
| --------------------------------------------------------------------------------------------------- |
| A csoportok első helyezettje bejutott a negyeddöntőbe.                                              |
| A csoportok második és harmadik helyezettjei még egy mérkőzést játszottak a negyeddöntőbe jutásért. |
| A csoportok negyedik helyezettjei a 13–16. helyért játszhattak.                                     |

#### Eredmények
Csoportkör
B csoport
| Csapat       | M | Gy | D | V | G+ | G– | Gk  | P |
| ------------ | - | -- | - | - | -- | -- | --- | - |
| Magyarország | 3 | 3  | 0 | 0 | 50 | 14 | +36 | 9 |
| Németország  | 3 | 2  | 0 | 1 | 35 | 21 | +14 | 6 |
| Románia      | 3 | 1  | 0 | 2 | 17 | 34 | −17 | 3 |
| Azerbajdzsán | 3 | 0  | 0 | 3 | 16 | 49 | −33 | 0 |

| 2015. június 13. 10:00 | Magyarország (HUN)   | 9–8         | Németország | Baku |
| 2015. június 13. 10:00 | (2–1, 3–2, 4–2, 0–3) |             |             | Baku |
| 2015. június 13. 10:00 | Vadovics 5           | Jegyzőkönyv | Manolakis 4 | Baku |

| 2015. június 14. 15:45 | Magyarország (HUN)   | 23–3        | Azerbajdzsán        | Baku |
| 2015. június 14. 15:45 | (4–2, 5–0, 7–1, 7–0) |             |                     | Baku |
| 2015. június 14. 15:45 | Burián 5             | Jegyzőkönyv | A. Dzikhtsiarenka 2 | Baku |

| 2015. június 15. 12:00 | Magyarország (HUN)   | 18–3        | Románia         | Baku |
| 2015. június 15. 12:00 | (5–0, 3–0, 6–1, 4–2) |             |                 | Baku |
| 2015. június 15. 12:00 | Burián 4             | Jegyzőkönyv | három játékos 1 | Baku |

Negyeddöntő

### Lány
| Magyar lány vízilabdacsapat-játékoskeret                                                                                          | Magyar lány vízilabdacsapat-játékoskeret                                                        |
| --- | ----------------------------------------------------------------------------------------------- |
| - Ádám Emília - Farkas Tamara - Hertzka Orsolya Vanda - Hlengiwe Mchunu - Kiss Eszter Lara - Lekrinszki Gina Petra - Magyari Alda | - Miklós Réka - Mucsy Anna Mandula - Urvári Lili Rita - Tóth Csenge - Vályi Vanda - Vogt Vivien |

| Színmagyarázat                                                                                    |
| ------------------------------------------------------------------------------------------------- |
| A csoportok első helyezettje bejutott az elődöntőbe.                                              |
| A csoportok második és harmadik helyezettjei még egy mérkőzést játszottak az elődöntőbe jutásért. |
| Helyosztó a 7–12. helyért.                                                                        |

#### Eredmények
Csoportkör
A csoport
| Csapat         | M | Gy | D | V | G+ | G– | Gk  | P  |
| -------------- | - | -- | - | - | -- | -- | --- | -- |
| Görögország    | 5 | 4  | 0 | 1 | 78 | 29 | +49 | 12 |
| Hollandia      | 5 | 4  | 0 | 1 | 86 | 34 | +52 | 12 |
| Magyarország   | 5 | 4  | 0 | 1 | 80 | 35 | +45 | 12 |
| Németország    | 5 | 2  | 0 | 3 | 32 | 61 | −29 | 6  |
| Nagy-Britannia | 5 | 1  | 0 | 4 | 33 | 74 | −41 | 3  |
| Izrael         | 5 | 0  | 0 | 5 | 18 | 94 | −76 | 0  |

| 2015. június 12. 09:00 | Magyarország (HUN)   | 21–4        | Németország    | Baku |
| 2015. június 12. 09:00 | (6–1, 6–1, 6–0, 3–2) |             |                | Baku |
| 2015. június 12. 09:00 | Hertzka, Miklós 4    | Jegyzőkönyv | négy játékos 1 | Baku |

| 2015. június 13. 12:00 | Izrael (ISR)         | 3–23        | Magyarország | Baku |
| 2015. június 13. 12:00 | (0–9, 0–5, 2–6, 1–3) |             |              | Baku |
| 2015. június 13. 12:00 | David 3              | Jegyzőkönyv | Farkas 4     | Baku |

| 2015. június 14. 17:30 | Magyarország (HUN)   | 11–10       | Görögország                 | Baku |
| 2015. június 14. 17:30 | (3–4, 1–4, 2–1, 5–1) |             |                             | Baku |
| 2015. június 14. 17:30 | Vályi 4              | Jegyzőkönyv | Eleftheriadou, Protopapas 3 | Baku |

| 2015. június 15. 17:30 | Hollandia (NED)      | 14–9        | Magyarország | Baku |
| 2015. június 15. 17:30 | (2–2, 3–4, 5–2, 4–1) |             |              | Baku |
| 2015. június 15. 17:30 | Rogge 4              | Jegyzőkönyv | Mchunu 4     | Baku |

| 2015. június 16. 15:00 | Magyarország (HUN)   | 16–4        | Nagy-Britannia | Baku |
| 2015. június 16. 15:00 | (5–2, 2–2, 5–0, 4–0) |             |                | Baku |
| 2015. június 16. 15:00 | Vályi 5              | Jegyzőkönyv | Rogers 2       | Baku |

Az elődöntőbe jutásért
| 2015. június 17. 9:15 | Magyarország (HUN)   | 5–8         | Spanyolország | Baku |
| 2015. június 17. 9:15 | (1–2, 1–2, 1–1, 2–3) |             |               | Baku |
| 2015. június 17. 9:15 | Farkas 3             | Jegyzőkönyv | Aznar Diez 3  | Baku |

Az 5. helyért
| 2015. június 20. 12:00 | Hollandia (NED)      | 9–10        | Magyarország    | Baku |
| 2015. június 20. 12:00 | (4–2, 2–1, 0–2, 3–5) |             |                 | Baku |
| 2015. június 20. 12:00 | Mulder 3             | Jegyzőkönyv | három játékos 2 | Baku |

| Csapat       | Helyezés |
| ------------ | -------- |
| Magyarország | 5.       |